# Ryan Tyack
Ryan Tyack (Nambour, 2 de junio de 1991) es un deportista australiano que compite en tiro con arco, en la modalidad de arco recurvo.
Participó en dos Juegos Olímpicos de Verano, en los años 2016 y 2020, obteniendo una medalla de bronce en Río de Janeiro 2016, en la prueba por equipo (junto con Alec Potts y Taylor Worth).
Ganó dos medallas en el Campeonato Mundial de Tiro con Arco en Sala, en los años 2014 y 2018.

## Palmarés internacional
| Juegos Olímpicos           | Juegos Olímpicos         | Juegos Olímpicos  | Juegos Olímpicos |
| Año                        | Lugar                    | Medalla           | Prueba           |
| -------------------------- | ------------------------ | ----------------- | ---------------- |
| 2016                       | Río de Janeiro (Brasil)  | Medalla de bronce | Equipo           |
| Campeonato Mundial en Sala |                          |                   |                  |
| Año                        | Lugar                    | Medalla           | Prueba           |
| 2014                       | Nimes (Francia)          | Medalla de oro    | Individual       |
| 2018                       | Yankton (Estados Unidos) | Medalla de plata  | Equipo           |